# Albalat de la Ribera
Albalat de la Ribera là một đô thị ở comarca Ribera Baixa cộng đồng Valencia, Tây Ban Nha. Đô thị này có diện tích 14,29 km², dân số thời điểm năm 2006 là 3321 người.